# Emmy Andriesse
Emmy Eugenie Andriesse (14. ledna 1914 v Haagu - 20. února 1953 v Amsterodamu) byla nizozemská fotografka známá svou prací pro De Ondergedoken Camera (Skrytá kamera, Underground kamera) během druhé světové války.

## Mládí
Emmy Andriesse byla jediným dítětem liberálních Židů Abrahama Andriesse a Else Fuldové, pracujících v textilních společnostech. V patnácti letech ztratila svou matku a od té doby, co její otec cestoval za prací v zahraničí, ji vychovávaly tety.
Od roku 1932 do roku 1937, po střední škole, Andriesse studovala reklamní design na Akademii výtvarných umění v Haagu založené v roce 1929 návrhářem Gerritem Kiljanem. Na akademii patřila ke skupině studentů kolem designéra Paula Schuitemy. Navštěvovala experimentální třídu, kde vyučovali Paul Schuitema a Gerrit Kiljan, kde se naučila fotografovat a používat fotografie na plakátech a v reklamních a novinových článcích. V posledních ročnících studia žila ve Voorburgu v "komunitním domě" spolu se skupinou politicky vědomých spoluobčanů. Mezi patnácti obyvateli byli také fotograf Hans Wolf a akademici Eva Loeb, Hans Ijzerman nebo Lex Metz. V tomto prostředí se Andriesse a její přátelé dostali do kontaktu s Mezinárodní rudou pomocí a různými organizacemi antifašistických umělců.

## Válka a "Underground kamera"
V červnu 1941 se Andriese vzala za muže grafického designéra a vizuálního umělce Dicka Elfferse (s nímž měla dvě syny, jeden zemřel jako mladý), ale jako Židovka během okupace Andriesse už nemohla publikovat a byla nucena se ukrývat. Na konci roku 1944 za pomoci antropologa Arie de Froe vytvořila průkaz totožnosti, znovu se zapojila do každodenního života a připojila se ke skupině fotografů, včetně Casa Oorthuyse a Charlese Breijera, kteří pracovali tajně pro De Ondergedoken Camera (Underground kamera nebo Skrytá kamera). Skupina vznikla z iniciativy fotografů Fritze Kahlenberga a Tonnyho van Renterghema a zahrnovala jak profesionální fotografy, tak i amatéry. Cílem bylo využít jejich schopnosti dokumentovat. Protože fotografování bylo během německé okupace Nizozemska zakázáno, pracovalo se jim za velmi obtížných okolností. Pro svou vlastní bezpečnost často zůstávali v anonymitě a někdy pod pseudonymem. Jejich cílem bylo zachytit všední život v nacisty okupovaném Nizozemí. Museli se vypořádat s velkými logistickými problémy, jako byl nedostatek materiálu a omezená elektrické energie, vyžadující použití karbidových výbojek a centrální temné komory, ale i tak se jim podařilo zachytit hodně situací. Fotoaparáty byly často skryty pod bundou, novinami nebo zabudovány do nákupních tašek nebo aktovek s otvorem pro objektiv.
Fotografie, které Andriesse udělala za velmi těžkých podmínek hladomoru v Amsterodamu, zahrnují Boy with pan, The Gravedigger nebo Kattenburg Children a jsou důkazem hladu, chudoby a utrpení během okupace v "Hladové zimě" 1944-1945.

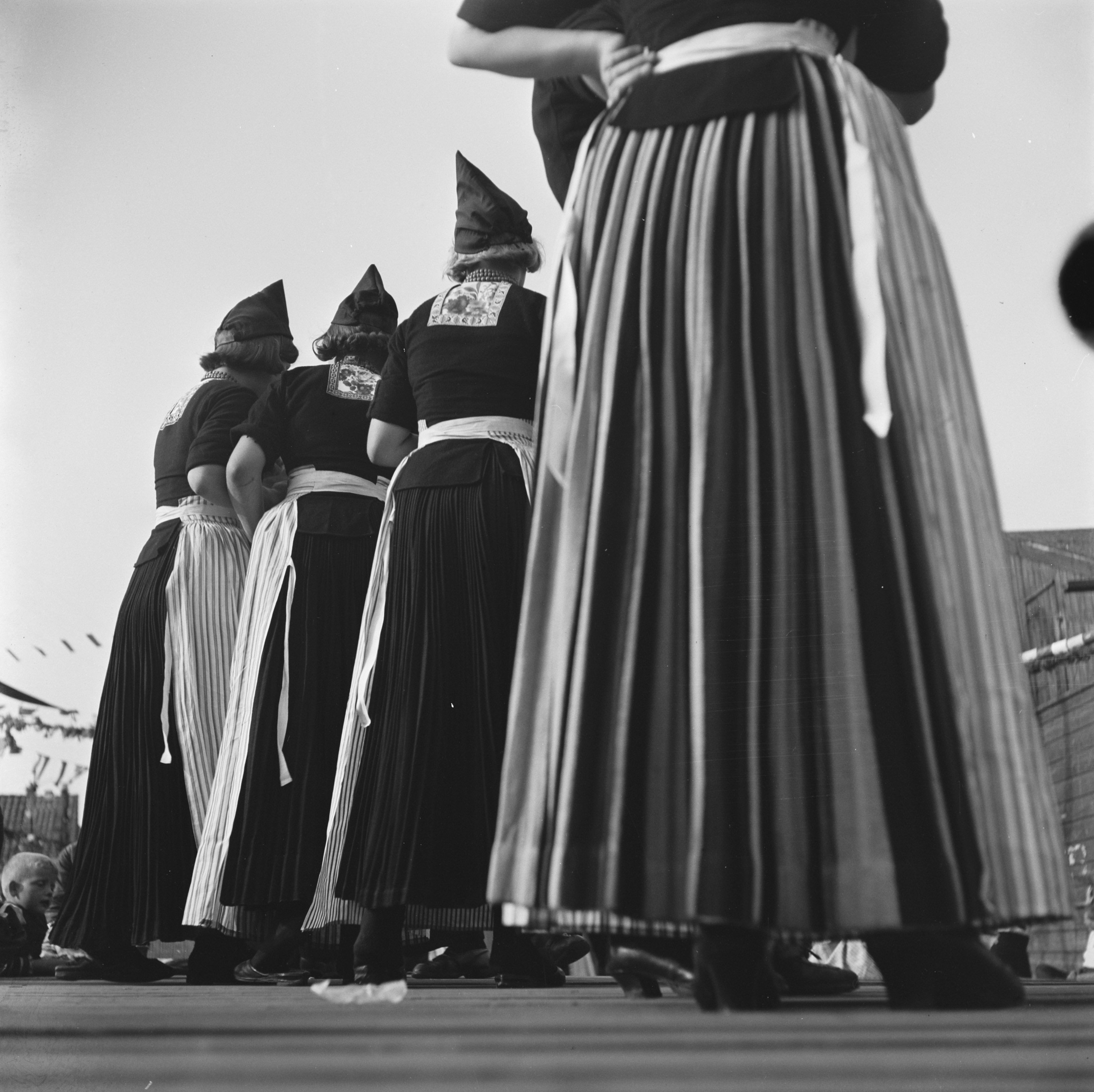
Volendam, červenec 1945
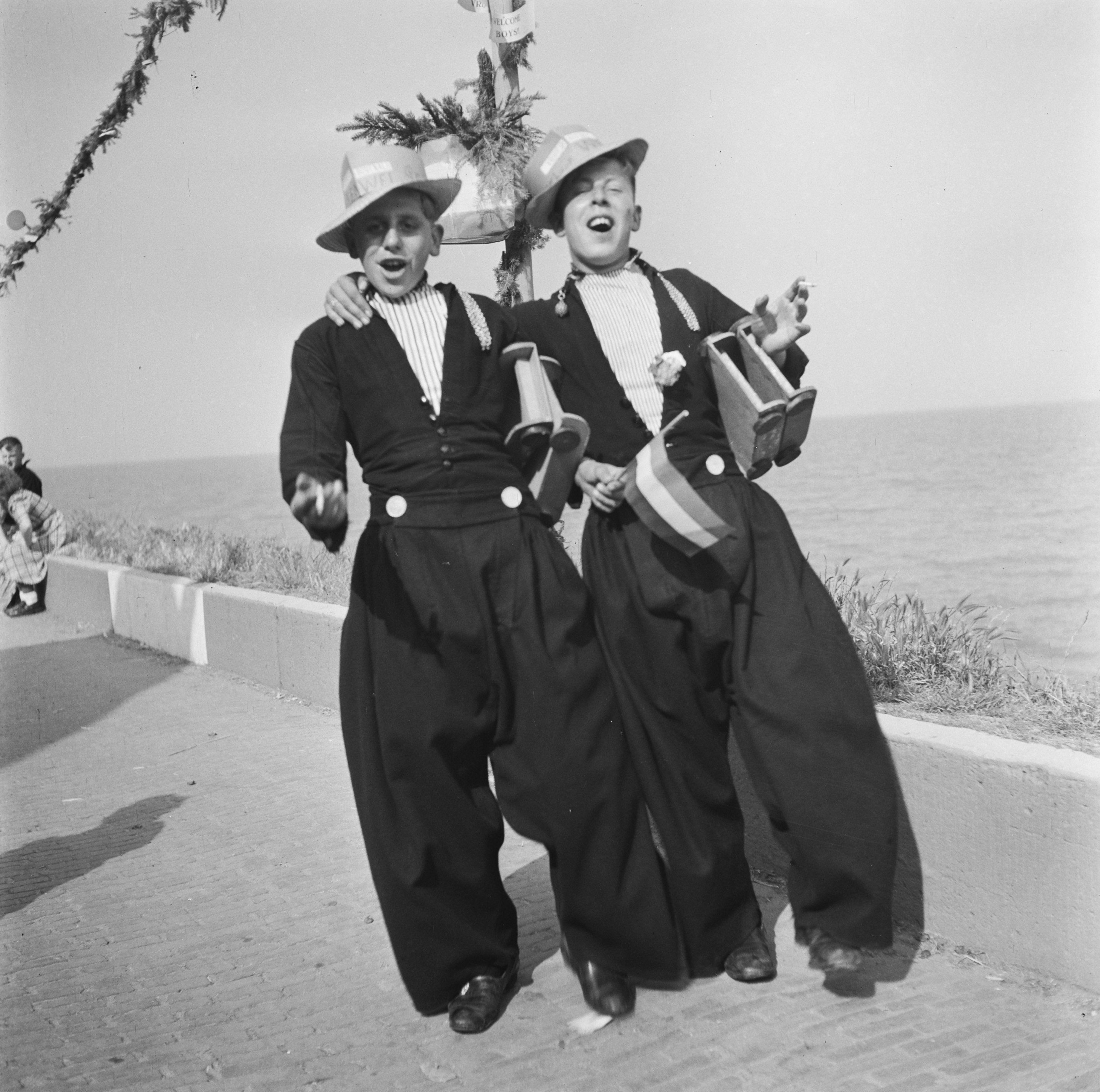
Slavnosti a veletrh ve Volendamu, 1945
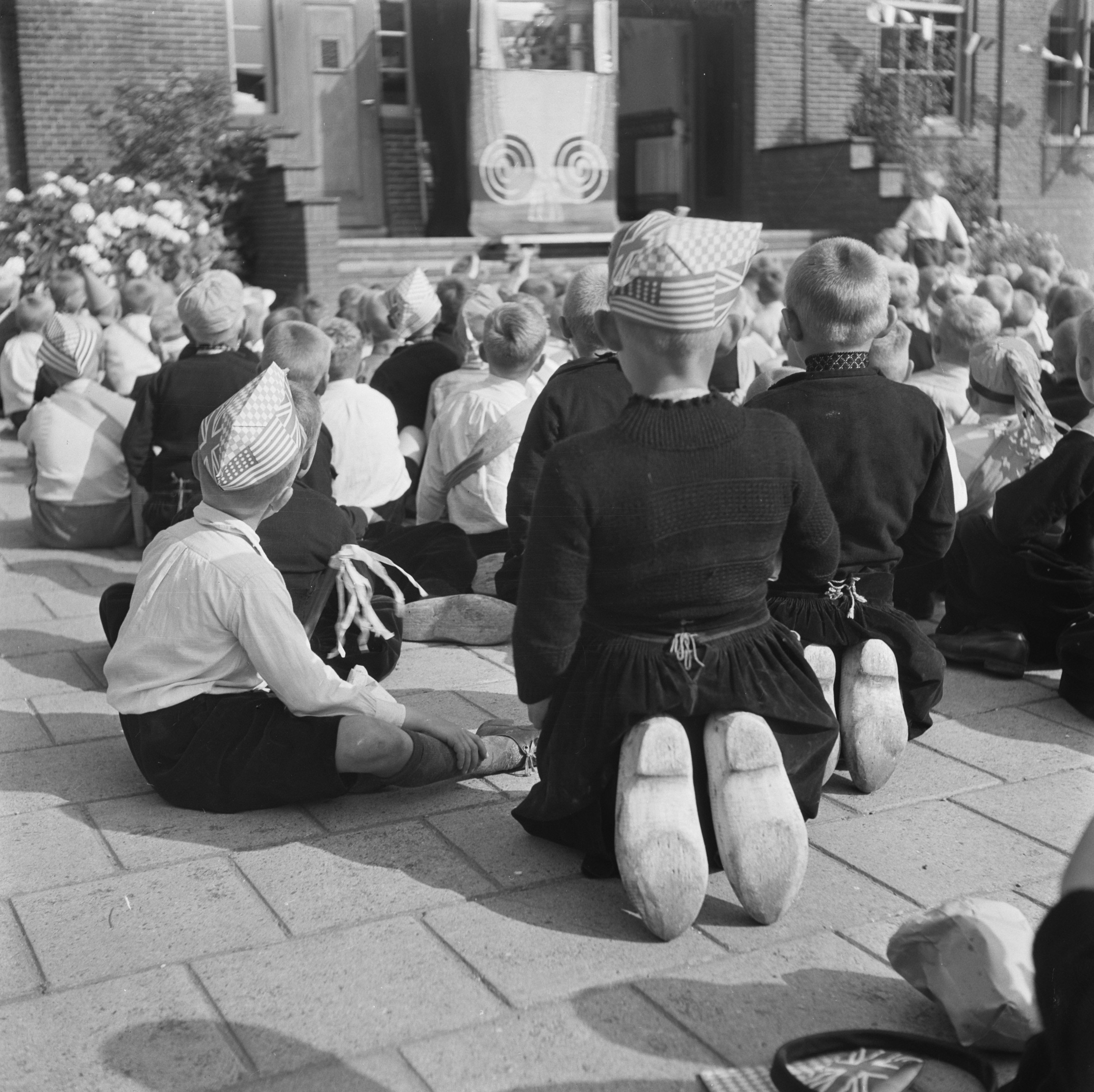
Děti s dřeváky na loutkovém divadle během oslav konce 2. světové války, Volendam, Nizozemsko, červenec 1945
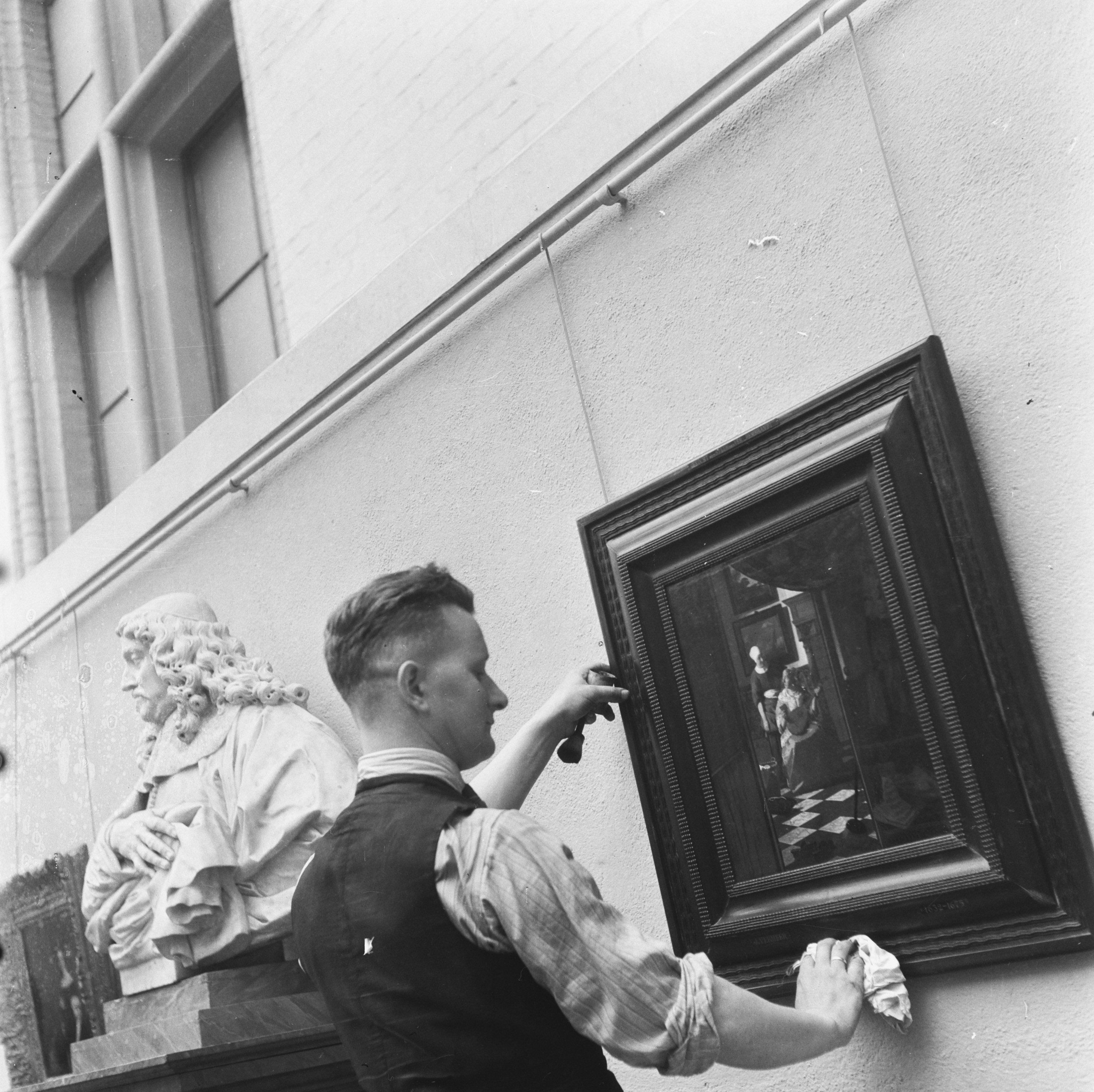
Milostný dopis (Jan Vermeer) Rijksmuseum, červenec 1945
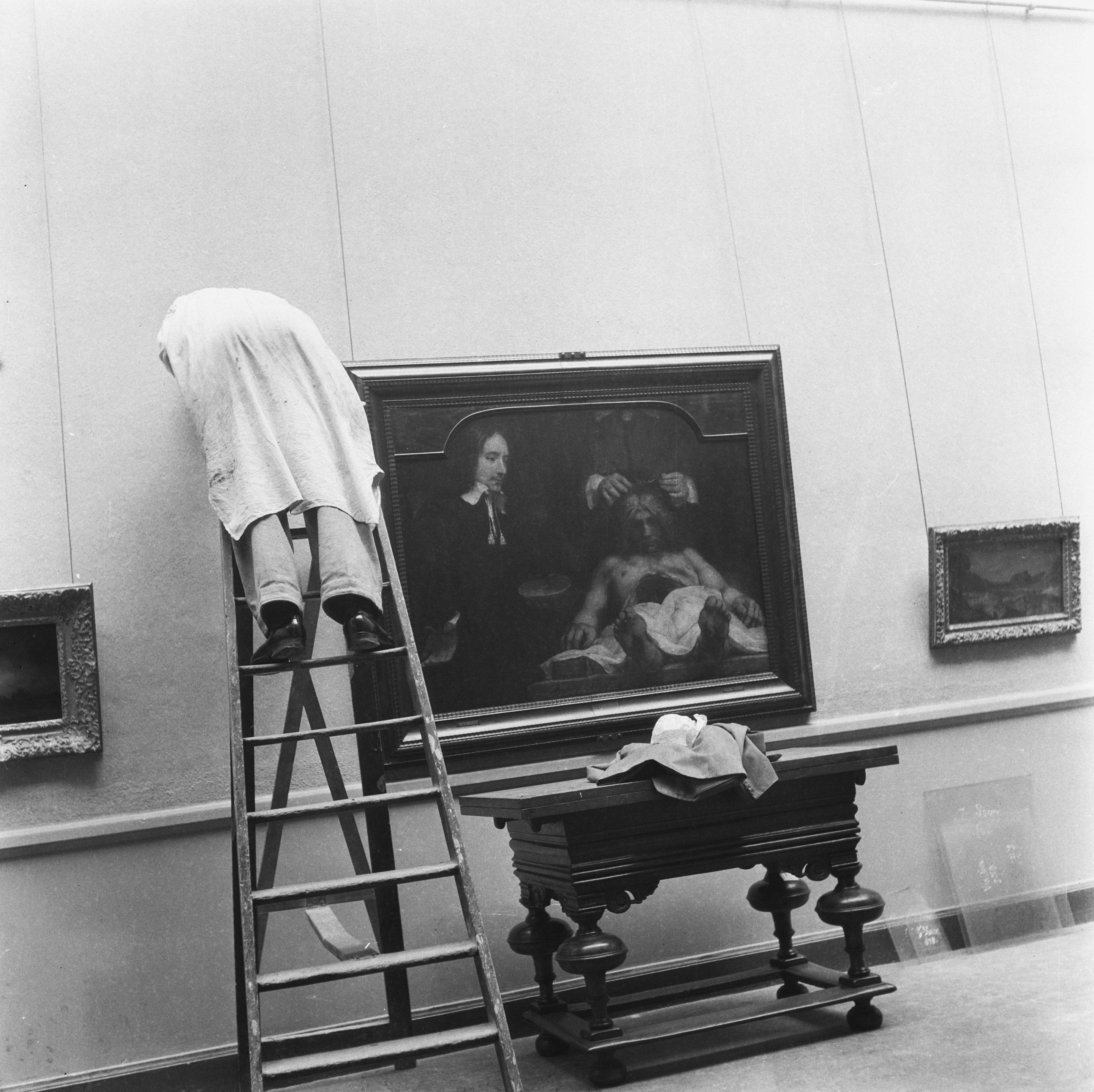
Anatomie doktora Jana Deymana zpátky v Rijksmuseu (červenec 1945)

## Po válce
Po válce se stala módní fotografkou a spolupracovala jako mentorka fotografa Eduarda van der Elskena. Účastnila se skupinové výstavy Photo '48 a v roce 1952 spolu s Carlem Blazerem, Evou Besnyö a Casem Oorthuysem se zúčastnila výstavy Photographie v Městském muzeu Amsterodamu. Edward Steichen vybral její portrét staršího nizozemského páru z roku 1947 pro sekci 'we two form a multitude' v Muzeu moderního umění během světového turné výstavy Lidská rodina, kterou vidělo více než 9 milionů diváků.
V nedávné době (říjen 2006 - leden 2007) byla součástí výstavy evropské fotografie Twentieth Century v Barbican Art Gallery v Londýně.
Poslední kniha Andriesseové The World of Van Gogh (Svět Van Gogha) - publikovaná posmrtně v roce 1953 - ještě nebyla úplná, když se onemocněla a po dlouhé bitvě s rakovinou zemřela ve věku 39 let.

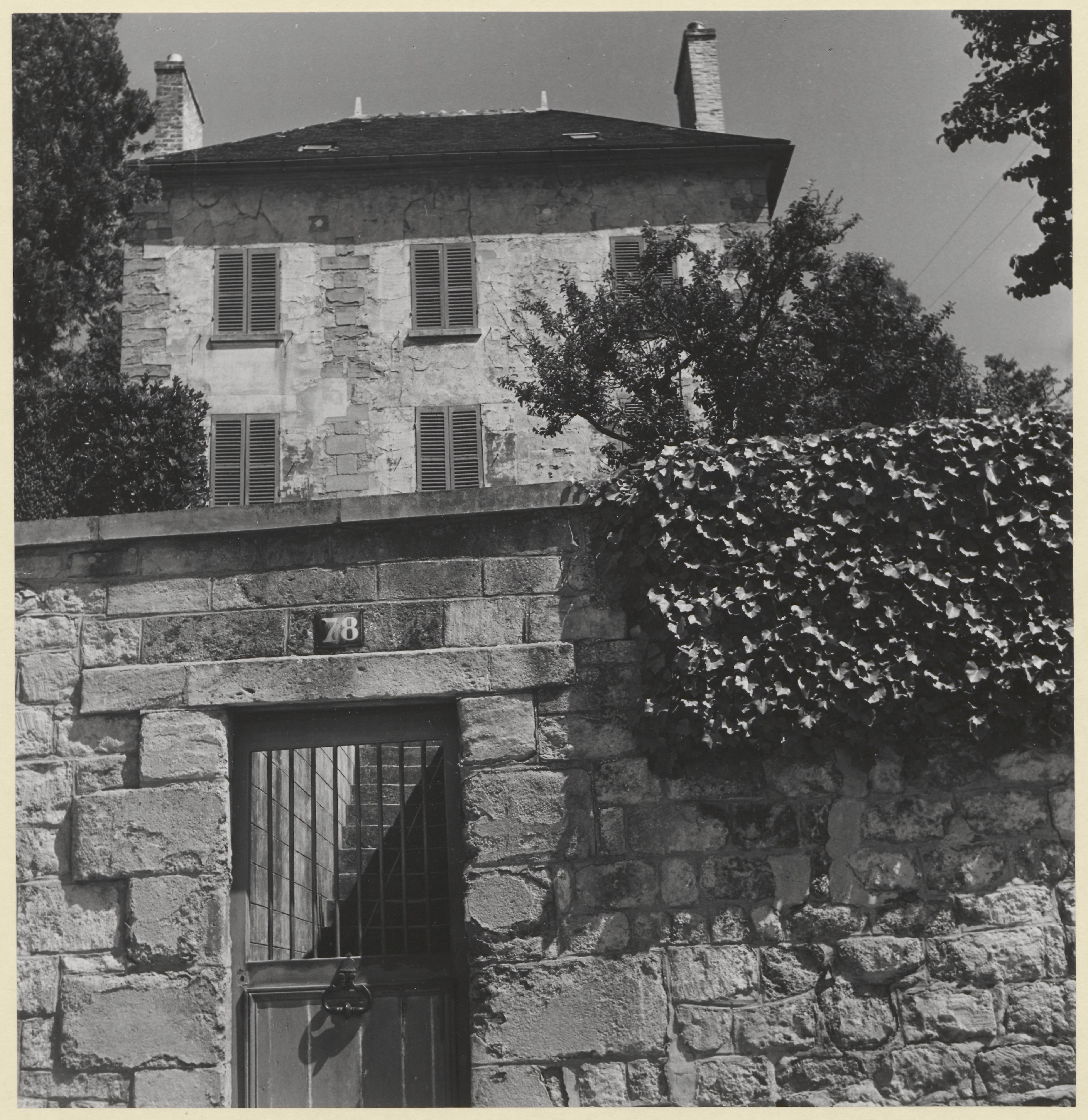
Dr. Gachet (Svět Van Gogha)
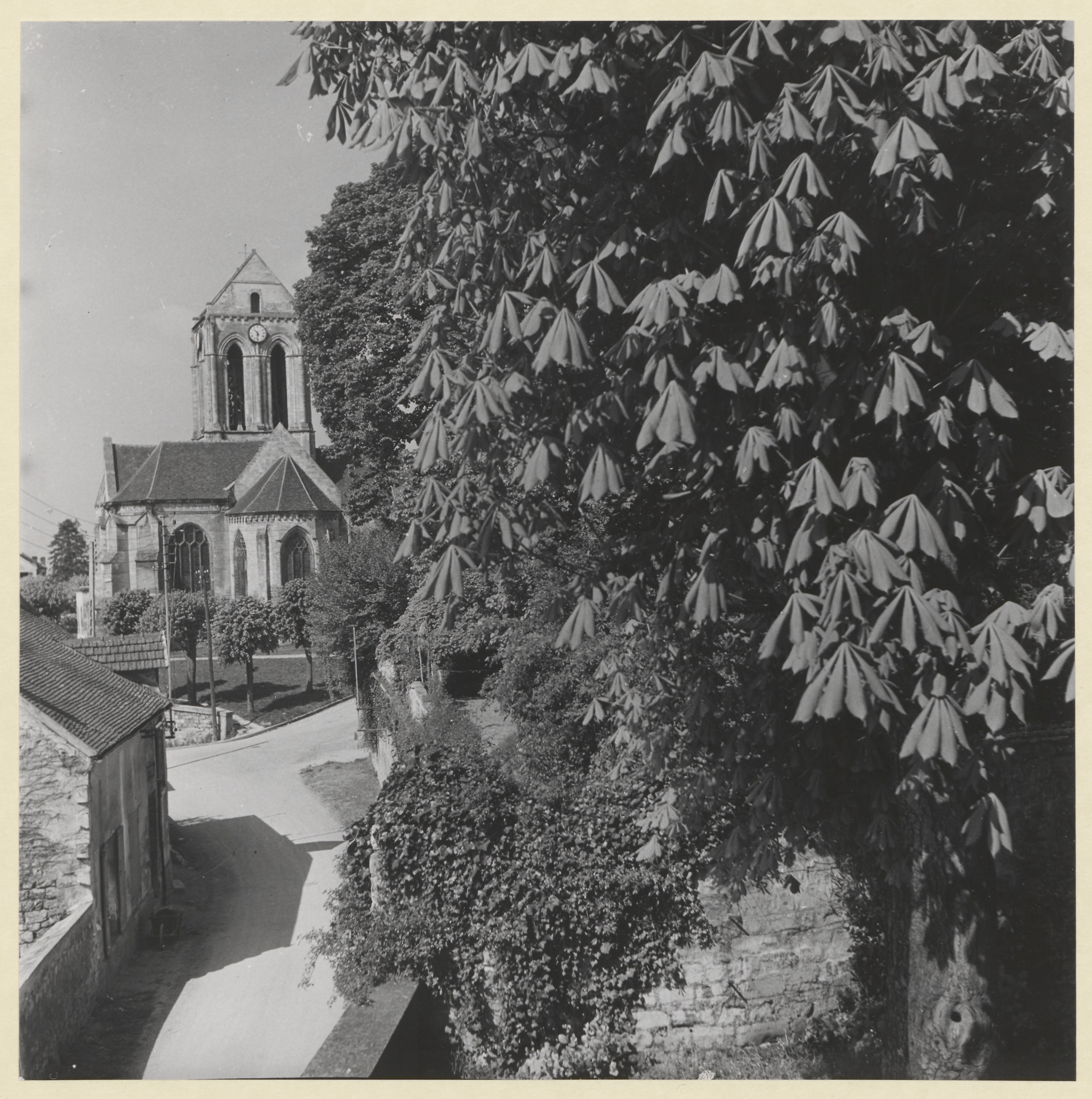
Église Notre-Dame-de-l’Assomption - Rue du Montcel, Auvers-sur-Oise
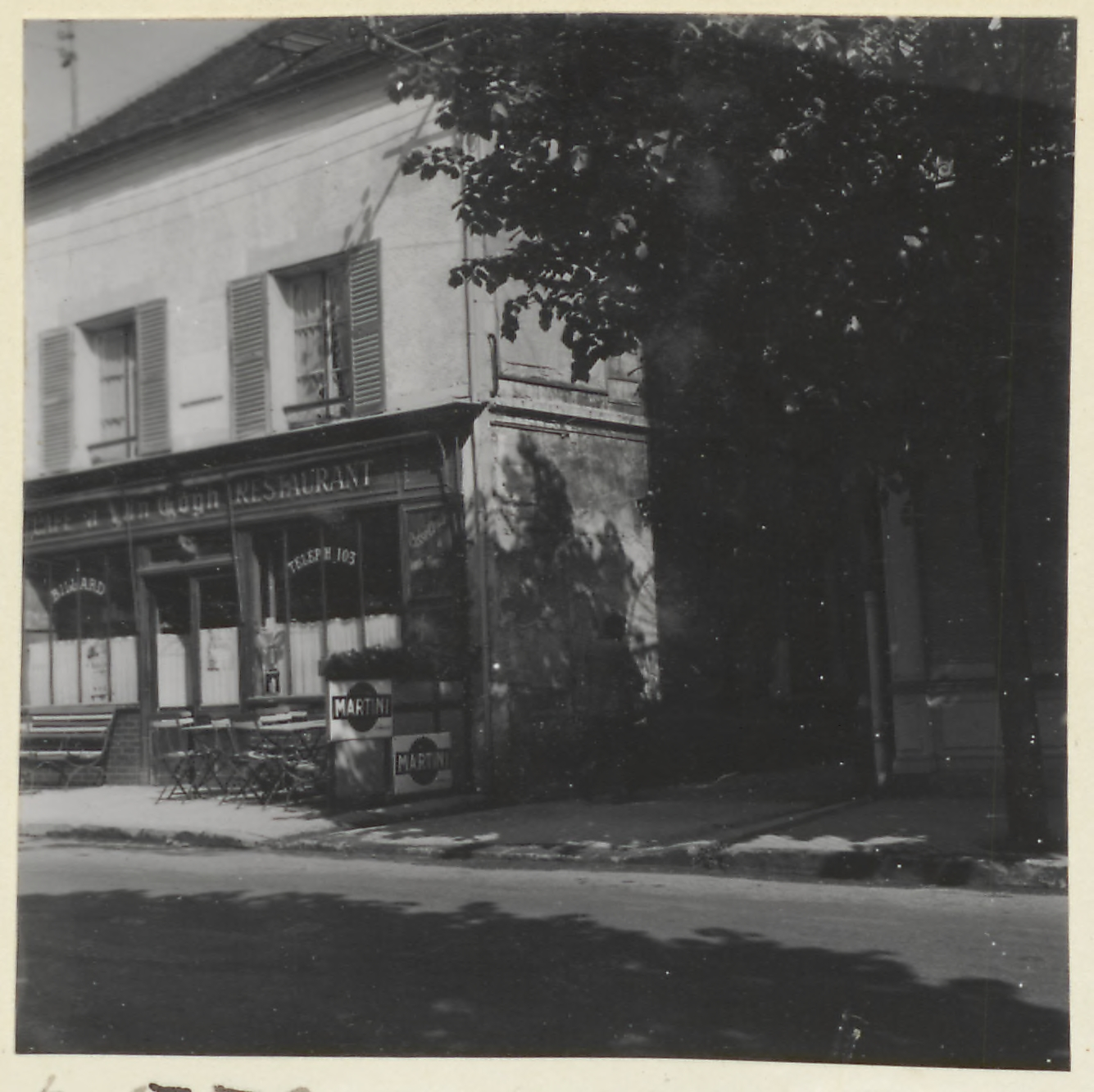
Auberge Ravoux
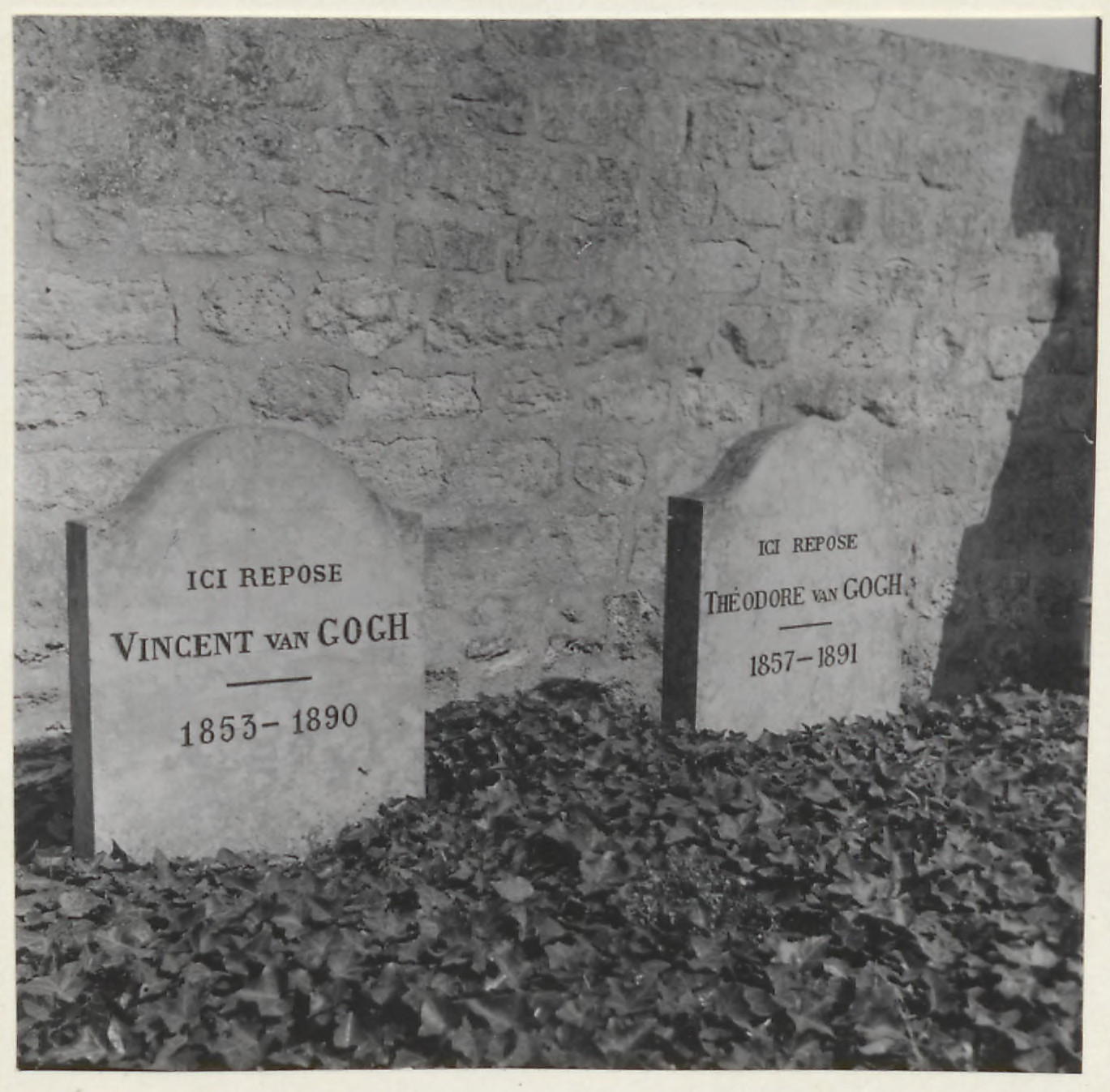
Vincent & Theo van Gogh (Cimetière d'Auvers-sur-Oise)